# Royal Flying Corps
Storbritanniens kungliga flygkår (engelska: Royal Flying Corps, kort RFC) var den brittiska arméns flygstridstrupper under merparten av första världskriget. Organisationen grundades 13 maj 1912 för att införliva kungliga ingenjörkårens luftbataljon (Air Battalion Royal Engineers) till egen organisation och ta över armens flygstridsverksamhet. Den 1 april 1918 slogs kåren samman med kungliga marina flygtjänsten (Royal Naval Air Service) för att bilda Storbritanniens flygvapen (Royal Air Force).

## Flygplan i bruk
- Airco DH.1 och DH.1A
- Airco DH.2
- Airco DH.4
- Airco DH.5
- Airco DH.6
- Airco DH.9
- Airco DH.9A
- Armstrong Whitworth F.K.3
- Armstrong Whitworth F.K.8
- Avro Type E and Es, även känd som Avro 500
- Avro 504
- Blériot XI
- Blériot XII
- Blériot XXI
- Blériot Parasol Monoplane
- Breguet Type III
- Bristol Boxkite
- Bristol Coanda Monoplane
- Bristol F.2B Fighter
- Bristol Scout
- Bristol T.B.8
- Bristol M.1
- Bristol Prier Monoplane
- Caudron G.III
- Cody V biplane
- Curtiss JN 3
- Curtiss JN 4
- De Havilland DH.10 Ariens
- Deperdussin TT Monoplane
- Farman III
- Farman Biplan
- Farman F.40
- Farman HF.20
- Farman MF.7 Longhorn
- Farman MF.11 Shorthorn
- Farman Type Militaire, 1910
- FBA Type A
- Flanders F.4
- Grahame-White Type XV
- Henry Farman Biplane
- Handley Page O/100
- Handley Page O/400
- Howard-Wright Biplane
- Martinsyde G.100
- Martinsyde S.1
- Martinsyde-Handasyde Monoplane
- Morane-Saulnier G
- Morane-Saulnier H
- Morane-Saulnier Type BB
- Morane-Saulnier I
- Morane-Saulnier Type L
- Morane LA
- Morane-Saulnier Type N Bullet
- Morane-Saulnier V
- Morane-Saulnier Type P
- Morane-Saulnier AC
- Nieuport IV Monoplane
- Nieuport 12
- Nieuport 16
- Nieuport 17
- Nieuport 20
- Nieuport 21
- Nieuport 23
- Nieuport 24
- Nieuport 27
- Paulhan biplane
- Royal Aircraft Factory B.E.2, 2A, 2B, 2C, 2D, 2E
- Royal Aircraft Factory B.E.3
- Royal Aircraft Factory B.E.8
- Royal Aircraft Factory BE.12
- Royal Aircraft Factory F.E.2
- Royal Aircraft Factory F.E.8
- Royal Aircraft Factory R.E.1
- Royal Aircraft Factory R.E.5
- Royal Aircraft Factory R.E.7
- Royal Aircraft Factory R.E.8
- Royal Aircraft Factory S.E.2
- Royal Aircraft Factory S.E.4a
- Royal Aircraft Factory S.E.5
- Short 184
- Short Type 820
- Short Type 827
- Short Bomber
- Short S.32 School Biplane
- Short Tractor Biplane
- Short S.62
- Sopwith 1-1/2 Strutter
- Sopwith 3-Seater
- Sopwith 80 hp Biplane
- Sopwith Baby
- Sopwith Camel
- Sopwith Dolphin
- Sopwith Pup
- Sopwith Snipe
- Sopwith Tabloid
- SPAD S.VII
- Vickers Boxkite
- Vickers FB 'Gun Carrier'
- Vickers FB.5
- Vickers F.B.12
- Vickers F.B.14
- Vickers FB.19 Mk II
- Voisin III
- Wight Converted Seaplane